# ТОП 09
ТОП 09 (чеськ. TOP 09) — офіційна повна назва ліберально-консервативної, демократичної правоцентристської чеської партії. Партію створено в 2009 році й її назва демонструє основні принципи, на яких базується партія. Традиція Відповідальність Процвітання (чеськ. Tradice, Odpovědnost, Prosperita), доповнені роком створення партії.
ТОП 09 є партія, яка базується на європейських традиціях християнської культури. Важливою характеристикою є її проєвропейський підхід.
Ядром партії стали колишні члени Християнсько-демократичного союзу — Чехословацької народної партії (чеськ. KDS-ČSL), що вийшли з її складу на чолі з Мірославом Калоусеком, який заснував нову партію. Нині лідером партії є міністр закордонних справ Чехії Карел Шварценберг. Партія виступає за скорочення бюджетного дефіциту, зменшення фінансування державного апарату і реформи в галузі соціального забезпечення та охорони здоров'я. Також ТОП 09, на відміну від більшості політичних партій Чехії, є однозначно проєвропейською.
Незадовго до парламентських виборів 2010 року Громадянська демократична партія (чеськ. ODS) в передвиборчих плакатах поширила чутки про можливий союз партії ТОП 09, яка за результатами передвиборчих опитувань може розраховувати на одну з найбільших фракцій в Палаті депутатів, з Чеської соціал-демократичною партією (чеськ. ČSSD); пізніше Карел Шварценберґ повністю відкинув можливість укладення такого союзу як неприйнятну для його партії.
На виборах до Палати депутатів Парламенту Чеської Республіки 8 і 9 жовтня 2021 року у так званій опозиційній коаліції «РАЗОМ» отримують 1 млн 493 тисяч 905 виборців (27,79 %).